# Partia Liberalno-Demokratyczna (Rumunia)
Partia Liberalno-Demokratyczna (rum. Partidul Liberal Democrat, PLD) – rumuńska partia polityczna, o profilu centroprawicowym, konserwatywno-liberalnym, istniejąca w latach 2006–2008.
Ugrupowanie powstało w wyniku rozłamu w Narodowej Partii Liberalnej, kierowanej przez premiera Călina Popescu-Tăriceanu. PLD założyła grupa działaczy pod przywództwem byłego lidera liberałów, Theodora Stolojana, opowiadająca się za dalszą współpracą z Partią Demokratyczną i prezydentem Traianem Băsescu.
PLD samodzielnie wystartowała w wyborach do Parlamentu Europejskiego w 2007. Uzyskała blisko 8% głosów, wprowadzając trzech eurodeputowanych, którzy przystąpili do grupy Europejskiej Partii Ludowej i Europejskich Demokratów.
Jesienią 2007 kongres PLD podjął decyzję o przyłączeniu się do Partii Demokratycznej. Do zjednoczenia doszło w styczniu 2008, wcześniej PD przyjęła nową nazwę – Partia Demokratyczno-Liberalna.